# Lenguas kwerba
Las lenguas kwerba son una subfamilia lingüística de lenguas papúes habladas en el norte de la provincia indonesia de Papúa. Malcolm Ross (2005) sobre la base de los pronombres las relacionó con las lenguas tor-orya.

## Clasificación

### Lenguas de la familia
El parentesco de las lenguas kwerba está bien demostrado y ya antes de la clasificación de Wurm (1975) de las lenguas papúes se había reconocido el parentesco. A. Capell (1962) había relacionado estas con las lenguas dani, pero dicha conjetura fue desechada por falta de evidencia. Más aceptación tiene la propuesta de que las lenguas kwerba están relacionadas con las lenguas tor-orya. La clasificación usual de las lenguas tor-kwerba es la siguiente:

|                | Mawes |
|                | |
| Familia kwerba | \| \| Airoran-Samarokena: Airoran, Samarokena \| \| \| \| \| \| Kwerba nuclear: Bagusa, Kwerba (Sasawa), Trimuris, Kauwera, Kwerba del Mamberamo. \| \| \| \| |
|                | \| \| Airoran-Samarokena: Airoran, Samarokena \| \| \| \| \| \| Kwerba nuclear: Bagusa, Kwerba (Sasawa), Trimuris, Kauwera, Kwerba del Mamberamo. \| \| \| \| |
|                | ? Isirawa |
|                | |
|                | Airoran-Samarokena: Airoran, Samarokena |
|                | |
|                | Kwerba nuclear: Bagusa, Kwerba (Sasawa), Trimuris, Kauwera, Kwerba del Mamberamo.                                                                             |
|                | |

|  | Airoran-Samarokena: Airoran, Samarokena                                           |
|  |                                                                                   |
|  | Kwerba nuclear: Bagusa, Kwerba (Sasawa), Trimuris, Kauwera, Kwerba del Mamberamo. |
|  |                                                                                   |

|                | Mawes |
|                | |
| Familia kwerba | \| \| Airoran-Samarokena: Airoran, Samarokena \| \| \| \| \| \| Kwerba nuclear: Bagusa, Kwerba (Sasawa), Trimuris, Kauwera, Kwerba del Mamberamo. \| \| \| \| |
|                | \| \| Airoran-Samarokena: Airoran, Samarokena \| \| \| \| \| \| Kwerba nuclear: Bagusa, Kwerba (Sasawa), Trimuris, Kauwera, Kwerba del Mamberamo. \| \| \| \| |
|                | ? Isirawa |
|                | |
|                | Airoran-Samarokena: Airoran, Samarokena |
|                | |
|                | Kwerba nuclear: Bagusa, Kwerba (Sasawa), Trimuris, Kauwera, Kwerba del Mamberamo.                                                                             |
|                | |

|  | Airoran-Samarokena: Airoran, Samarokena                                           |
|  |                                                                                   |
|  | Kwerba nuclear: Bagusa, Kwerba (Sasawa), Trimuris, Kauwera, Kwerba del Mamberamo. |
|  |                                                                                   |

En otras clasificaciones anteriores, el sause se había incluido con estas lenguas, pero su clasificación es incierta, y su problema no es tratado en Ross (2005). Ethnologue (2009) lo mantiene como una tercera rama de la familia tor-orya, al igual que mantiene el isirawa como una tercera rama del macro-kwerba.

### Relación con otras lenguas
La identificación correcta del tor-kwerba como grupo filogenético se debe a Malcolm Ross (2005) previamente, previamente Stephen Wurm (1975) había considerado que el grupo tor-orya y el kwerba estaban distantemente emparentados por ser parte de las lenguas trans-neoguineanas. Pero Wurm no había postulado que estos dos grupos formaran una rama dentro de ese grupo ni reconoció un parentesco especialmente cercano entre estas lenguas. Wurm siguiendo la sugerencia de Capell (1962) consideraba que las lenguas kwerba estarían emparentadas con las lenguas dani.

## Comparación léxica
Los numerales en diferentes lenguas kwerba son:
| GLOSA | Kwerba    | Kwerba         | Kwerba    | Kwerba               | Kwerba     | Kwerba      | Kwerba           | Mawes       | Isirawa     | PROTO- MACRO-KWERBA |
| GLOSA | Bagusa    | Kauwera        | Kwerba    | Kwerba del Mamberamo | Airoran    | Samarokena  | PROTO- KWERBA    | Mawes       | Isirawa     | PROTO- MACRO-KWERBA |
| ----- | --------- | -------------- | --------- | -------------------- | ---------- | ----------- | ---------------- | ----------- | ----------- | ------------------- |
| '1'   | abic      | abac           | abɛrias   | abac                 | 'apʌdi     | óhà         | *apəri           | mèndakai    | mrɪ         |                     |
| '2'   | manamarin | ninic          | nenumʷano | ninic                | i'ŋiŋ      | ènèd        | *inin/ *nanuma-  | ákènew      | napənɪ      | *nap-               |
| '3'   | manabaros | ihin           | ɪ̌sini     | ihinic               | i'siŋ      | esíd        | *isin            | ákèjá       | naβsra      |                     |
| '4'   | 2 + 2     | mamamarɪn      | ɪ̌sinimaro | mamamariin           | a'nʌgwi'ao | mèntánáná   |                  | aŋkènèw     | kokra       |                     |
| '5'   | 2 + 3     | matan camukwon | matan-tac |                      | awʌnamaː   | tènuk       | *ma-ten/ *wənab- | dátèn-sà    | wanaβ       | *ma-ten/ *wənab-    |
| '6'   |           | 5 + 1          | 5 + 1     |                      |            | jánouw-1    | *5 + 1           | 5 + 1       | ʧamre 1     | *5 + 1              |
| '7'   |           | 5 + 2          | 5 + 2     |                      |            | jánouw-2    | *5 + 2           | 5 + 2       | ʧamre 2     | *5 + 2              |
| '8'   |           | 5 + 3          | 5 + 3     |                      |            | jánouw-3    | *5 + 3           | 5 + 3       | ʧamre 3     | *5 + 3              |
| '9'   |           | 5 + 4          | 5 + 4     |                      |            | jánouw-4    | *5 + 4           | 5 + 4       | ʧamre 4     | *5 + 4              |
| '10'  | baromawe  | caba mukwam    | 5 + 5     |                      |            | tènuk-tènuk | *5 + 5           | dátèn-dátèn | wanaβ wanaβ | *5 + 5              |